# Meena Harris
Pour les articles homonymes, voir Harris.
Meenakshi Ashley Harris dite Meena Harris, née le 20 octobre 1984, est une avocate américaine, auteure de littérature d'enfance et de jeunesse.

## Biographie
Meenakshi Ashley Harris est la fille de Maya Harris, avocate et experte en politique. Sa tante, Kamala Harris, née tout juste 20 ans avant sa nièce, est la vice-présidente des États-Unis. Sa grand-mère, Shyamala Gopalan, est une chercheuse indienne-américaine originaire de Madras spécialisée dans le cancer, et une militante des droits civiques. Son grand-père, Donald Harris, est un professeur jamaïcain-américain d'économie à l'université Stanford et un militant des droits civiques.
Meenakshi Harris obtient sa licence à l'université Stanford en 2006 et son doctorat en droit à la faculté de droit de Harvard en 2012. Elle est diplômée de la Bishop O'Dowd High School à Oakland.
Elle travaille tout d’abord comme responsable de la stratégie et du leadership chez Uber, où son beau-père Tony West est directeur juridique. Elle rejoint ensuite, respectivement, le cabinet d'avocats international Covington & Burling, Slack Technologies et Facebook.
Meenakshi Harris se marie avec Nikolas Ajagu, qui est le responsable mondial des partenariats pour la division Technologie publicitaire de Facebook. Le couple a deux filles, Amara et Leela,.

## Engagements
En 2017, Meenakshi Harris fonde Phenomenal, et donne ainsi à son entreprise de mode le nom d'un poème de Maya Angelou publié en 1978. Le projet grandit pour inclure la Phenomenal Woman Action Campaign, fondée en 2017, en tant qu'organisation de sensibilisation aux causes sociales. La campagne couvre un éventail de questions politiques, notamment l'excellence de l'éducation et l'équité en matière de soins de santé, la réforme de la justice pénale, la parité des sexes dans les STIM, la santé reproductive et la représentation politique des minorités,.
Parmi les ambassadeurs et ambassadrices de la campagne figurent Serena Williams, Jessica Alba, Mark Ruffalo, Tracee Ellis Ross, Viola Davis, Yara Shahidi, Janelle Monae, Sarah Silverman, Debbie Allen, Rosario Dawson, Van Jones, Lizzo ou encore Cecile Richards.
En septembre 2018, Meenakshi Harris coordonne une pleine page de publicité dans The New York Times avec Alicia Garza, fondatrice du Black Lives Matter Global Network, afin de démontrer le soutien national à Christine Blasey Ford et aux survivants d'agressions sexuelles. Elle développe également Phenomenal Media pour le contenu écrit.
En décembre 2020, elle annonce une collaboration avec Brad Jenkins pour le lancement d’une société de production appelée Phenomenal Productions, ayant pour objet la création de contenus audiovisuels,.
En mars 2021, peu après la fusillade de Boulder, un de ses tweets est commenté dans la presse, alors qu'elle présente la tuerie en ces termes : « La fusillade d'Atlanta n'a même pas eu lieu il y a une semaine. Les hommes blancs violents sont la plus grande menace terroriste pour notre pays. » Son tweet incriminant les hommes blancs pour cette fusillade est repris 6 500 fois, obtient 35 000 « j'aime » avant sa suppression après la révélation du fait que le suspect est un musulman syro-américain, L'avocate de 36 ans est critiquée par plusieurs milieux, y compris par des commentateurs politiques indiens tels que Brahma Chellaney et Aditya Raj Kaul, qui qualifient tous deux ses propos de « racistes ».

## Conseil politique
Au cours de la campagne de Kamala Harris pour le Sénat américain en 2016, Meenakshi Harris est conseillère principale en matière de politique et de communication. De 2016 à 2017, elle est commissaire à la Commission de San Francisco sur le statut et la représentation des femmes.

## Publications
En juin 2020, Meenakshi Harris publie son premier livre chez HarperCollins, intitulé Kamala and Maya's Big Idea. Une histoire basée sur le parcours de sa mère, Maya Harris, et de sa tante, Kamala Harris, la vice-présidente des États-Unis.
Le 19 janvier 2021, elle publie son deuxième livre pour enfants, Ambitious Girl.